# Vela ai Giochi della V Olimpiade - 6 metri
La competizione della categoria 6 metri  di vela ai Giochi della V Olimpiade si tenne dal 20 al 22 luglio 1912 presso il Royal Swedish Sailing Society a Nynäshamn

## Risultati
Si disputarono 2 regate sulla distanza di 21,3 miglia nautiche. La classifica era stilata secondo i punti assegnati nelle varie regate per primi (7 al primo, 3 al secondo, 1 al terzo). A pari punti si disputò una terza regata di spareggio.
| Pos.    | Barca               | Equipaggio                                                    | 1ª regata | 1ª regata | 1ª regata | 2ª regata | 2ª regata | 2ª regata | Punti Totali | Spareggio | Spareggio |
| Pos.    | Barca               | Equipaggio                                                    | Pos.      | Tempo     | Punti     | Pos.      | Tempo     | Punti     | Punti Totali | Pos.      | Tempo     |
| ------- | ------------------- | ------------------------------------------------------------- | --------- | --------- | --------- | --------- | --------- | --------- | ------------ | --------- | --------- |
| Oro     | Mac Miche Francia   | Gaston Thubé Amédée Thubé Jacques Thubé                       | 2         | 2h35'20"  | 3         | 1         | 2h23'44"  | 7         | 10           | 1         | 2h38'48"  |
| Argento | Nurdug II Danimarca | Hans Meulengracht Madsen Steen Herschend Svenn Thomsen        | 1         | 2h34'41"  | 7         | 2         | 2h26'07"  | 3         | 10           | 2         | 2h41'40"  |
| Bronzo  | Kerstin Svezia      | Harald Sandberg Eric Sandberg Otto Aust                       | 4         | 2h39'33"  | -         | 3         | 2h26'44"  | 1         | 1            | 1         | 2h42'32"  |
| 4       | Sass Svezia         | Olof Mark Edvin Hagberg Jonas Jonsson                         | 3         | 2h37'01"  | 1         | 4         | 2h30'24"  |           | 1            | 2         | 2h44'11"  |
| 5       | Finn II Finlandia   | Ernst Estlander Torsten Sandelin Gunnar Stenbäck              | 6         | 2h44'54"  | -         | 6         | 2h31'02"  | -         | -            |           |           |
| 5       | Sonja II Norvegia   | Edvart Christensen Hans Christiansen Eigil Kragh Christiansen | 5         | 2h39'48"  | -         | 5         | 2h30'39"  | -         | -            |           |           |